# Пророки (гурт)
«Пророки» — український  альтернативний та ню метал гурт з міста Київ, створений у 2003 році.

## Історія
Колектив був створений на початку 2003 року в місті Києві. Свій творчій шлях гурт розпочав з виступів у київських рок-клубах Барви, Торба. Пророки пропагували здоровий спосіб життя та брали участь у акціях проти наркотиків та СНІДу. Пророки виступали на одній сцені з такими гуртами, як Димна Суміш, ТОЛ, АННА, АРМАДА, Skinhate.   Протягом чотирьох років колектив відіграв більше 150 концертів на пострадянському просторі . 
У 2005 році група випустила кліп на пісню "Україна", режисером став Олександр Березань (до цього працював з Потапом та знімав фільм Один за всіх) . Кліп був знятий в українському Криму, на мисі Тарханкут. Сам сама пісня має патріотичний наратив про Україну та її боротьбу, про те, що у важкі для країни часи герой пісні не втрачає віру, продовжує іти вперед до перемоги. У відео демонструється пустеля, напівзруйнована, закинута будівля церкви та люди, що страждають від спраги. В кінці кліпу учасники гурту зкидають з вікон церкви застави та дають стомленим людям воду. Кліп був в ротації на телеканалах ТЕТ та Enter Music.
На початку 2007 року група заявила про припинення творчої діяльності на невизначений строк. 
У 2010 році обговорювалася можливість виступу Пророків в Києві, на розігріві американського музиканта з ню-метал гурту Korn Браян "Head" Велч, але концерт не відбувся з організаційних причин.
У 2019 році барабанщик "пророків" Віктор Березенко зіграв на ударних разом з американським гуртом P.O.D. пісню Southtown під час їх виступу в Києві в клубі Stereoplaza. В інтерв'ю Віктор розповів як йому вдалося зіграти з американськими мультиплатиновими рокерами, та відзначив що 10 років до цієї події не грав на барабанах.

### Відновлення діяльності
У листопаді 2024 року, після 17-ти річної паузи Пророки випустили сингл "Новий день" та одноіменне музичне відео. Продюсер пісні, автор ідеї та слів Віктор Березенко, музику написав Олексій Сидоренко. Бек вокал в пісні виконав заслужений артист України, актор та боєць 3 ОШБр Євген (Авдєй) Авдєєнко. Сингл опубліковано в рамках проєкту "ЕПОХА" створений разом з Третьою окремою штурмовою бригадою, у проєкті взяли участь українські гурти Хейтспіч, ДК Еенергетик, Два Два Дев’ять [229], PVNCH, Renie Cares, Проклятий ***, Zwyntar  . Пісні цього проєкту є донатами, авторські права і роялті артисти передали на користь бригади. Мета проєкту "ЕПОХА" - збір на броньовані машини М113 для Третьої штурмової. 
У кліпі "Новий день" з'являються командир 3-ї окремої штурмової бригади Андрій Білецький, вокаліст гурту Хейтспіч Дмитро Однороженко та екстремальний блогер-мільйонник Віталій Сусанін ака Супер Сус. У зйомках відео брали участь військові Третьої штурмової. Режисер кліпу - Євген Лесневський (працював з гуртами AMARIIA та DARA). За 6 місяців після релізу кліп набрав більше 1 млн переглядів на платформі YouTube .   
Восени 2024 року гурт почав працювати над випуском нового альбому, куди увійдуть невидані раніше пісні, які гурт грав на концертах у 2003-2007 роках. Реліз альбому очікується навесні 2025 року. Над альбомом з командою працює гітарист Олексій Сидоренко (Шерехан), відомий участю у гуртах Megamass, Злам та Velikhan. 
Влітку 2025 року група презентувала пісню "Вітер", яка присвячена Повітряним силам України. Пісня була написана пророками у 2006 році, автор музики Павло Роменський, автори слів Денис Приштика та Віктор Березенко. У 2025 році Олексій Сидоренко створив оновлене аранжування і в кінці червня 2025 року пісня була розміщена на світових медіа майданчиках.    

## Учасники гурту
Поточні члени
- Денис Приштика (Снок)  — вокал (2003 — дотепер)
- Дмитро Малічев (Сантана) — бас (2003 — дотепер)
- Віктор Березенко (Вітюган) − ударні (2003 — дотепер)
- Павло Роменський (Паштет) — гітара (2003– дотепер)
- Олексій Сидоренко (Шерехан) − гітара (2024 — дотепер)

Колишні члени
- Роман Луценко (Dj Tools) — діджей (2003–2005)
- Роман Лузанчук (Вайзман) − вокал, бек-вокал (2003–2005)

## Цікаві факти
- Гурт знаходився у "творчій паузі" 17 років, з 2007 по 2024 рік.
- В березні 2019 року барабанщик гурту Пророки Віктор Березенко зіграв на ударних з американськими мультиплатиновими рокерами P.O.D. на концерті в Києві, у клубі Stereoplaza пісню Southtown[en].
- Командир Третьої штурмової бригади Андрій Білецький з'являється у музичному відео "Новий день".
- Екстремальний блогер-мільйонник Віталій Сусанін відомий як Супер Сус знімався у кліпі гурту Пророки "Україна" у 2005 році і також він з'являється у кліпі "Новий день" у 2024 році.

## Дискографія

#### Студійні альбоми
- 2003 — Творение

#### Сингли
- 2024 — Новий день

## Відеографія
- 2005 — Україна
- 2024 — Новий день

## Виноски
1. ↑  Гурт "Пророки". dosye.info (рос.). 16 листопада 2024. Процитовано 19 листопада 2024.
2. ↑  Биография Пророки. Last.fm (рос.). Процитовано 19 листопада 2024.
3. 1 2  "Новий день" — новий трек гурту “Пророки” для проєкту "Епоха" від 3-ї ОШБр.
4. ↑  Один за всіх. dzygamdb.com (укр.). Процитовано 20 листопада 2024.
5. ↑  Гурт "Пророки". dosye.info (рос.). 16 листопада 2024. Процитовано 20 листопада 2024.
6. ↑  Шпонарский (16 грудня 2021), Тачка Моргенштерна, стрельба, президент и американские рокеры, процитовано 30 листопада 2024
7. ↑  Пророки (18 листопада 2024), Пророки, Третя Штурмова - Новий день (проєкт ЕПОХА), процитовано 20 листопада 2024
8. ↑  Гурт "Пророки" написав трек для Третьої штурмової після 17 років мовчання. ФОКУС (рос.). 23 листопада 2024. Процитовано 25 листопада 2024.
9. ↑  “Епоха”: Третя штурмова бригада створила музичний альбом-колаборацію з українськими артистами. novynarnia.com (укр.). 15 листопада 2024. Процитовано 19 листопада 2024.
10. ↑  Хейтспич и Zwyntar. Третья штурмовая бригада выпустила свой первый музыкальный альбом. New Voice (рос.). Процитовано 22 листопада 2024.
11. ↑  "Своя Эпоха": Третья штурмовая выпустила альбом с топ-исполнителями Украины, детали. ФОКУС (рос.). 15 листопада 2024. Процитовано 25 листопада 2024.
12. 1 2 3  Нова "Епоха" українського року: 8 рок-гуртів зіграли концерт задля підтримки Третьої штурмової. ТСН.ua (укр.). 10 грудня 2024. Процитовано 10 грудня 2024.
13. ↑  Проєкт "Епоха": гурт "Пророки" повернувся із синглом "Новий день" після 17-річної паузи. 24 Канал (укр.). 23 листопада 2024. Процитовано 25 листопада 2024.
14. ↑  Пророки (18 листопада 2024), Пророки, Третя Штурмова - Новий день (проєкт ЕПОХА), процитовано 10 грудня 2024
15. ↑  Рок-гурт "Пророки" презентує трек "Вітер", присвячений героям неба ЗСУ. Інтерфакс-Україна (укр.). Процитовано 10 липня 2025.
16. ↑  Рок-гурт "Пророки" презентує трек "Вітер", присвячений героям неба ЗСУ. Інтерфакс-Україна (укр.). Процитовано 10 липня 2025.